# C・J・サンソム
C・J・サンソム（C. J. Sansom、本名：クリストファー・ジョン・サンソム〈Christopher John Sansom〉、1952年12月9日- 2024年4月27日）は、イギリスの推理作家。

## 生涯
スコットランドの首都エディンバラ生まれ。バーミンガム大学で歴史学の学士号及び博士号を取得した。
様々な職を経て、ソリシター（事務弁護士）になる。
作家になる前には、サセックスで恵まれない人々のための弁護士として務めた。後にサセックスに転居。
2024年4月27日死去。71歳没。

## 仕事
- 16世紀のヘンリー8世時代（チューダー朝）を舞台に、猫背の弁護士マシュー・シャードレイクが活躍するシリーズで名声を得た。シャードレイクは、シリーズ第1作と第2作ではトマス・クロムウェルの、第3作と第4作ではトマス・クランマーの、第5作ではキャサリン・パー王妃の依頼で動いている。
- スペイン内戦後の1940年を舞台としたスリラー作品"Winter in Madrid" という作品も上梓している。
- シャードレイクシリーズ第1作"Dissolution" はBBCラジオ4で2012年9月にラジオドラマ化された。

## 受賞・ノミネート
- 2003年：『チューダー王朝弁護士シャードレイク』でジョン・クリーシー・ダガー賞ノミネート
- 2005年：『暗き炎』でCWA賞のエリス・ピーターズ・ヒストリカル・ダガー賞受賞
- 2007年：シャードレイクシリーズでCWA賞の図書館賞の推薦作家に選ばれる[3]
- 2007年：『支配者』でバリー賞 英国ミステリ賞ノミネート、ダンカン・ローリー・ダガー賞ノミネート
- 2012年：『Dominion』でサイドワイズ賞の長編賞受賞

## 作品リスト

### マシュー・シャードレイクシリーズ
| # | 邦題                                      | 原題        | 刊行年 | 刊行年月   | 訳者     | レーベル             |
| - | ----------------------------------------- | ----------- | ------ | ---------- | -------- | -------------------- |
| 1 | チューダー王朝弁護士シャードレイク        | Dissolution | 2003年 | 2012年8月  | 越前敏弥 | 集英社〈集英社文庫〉 |
| 2 | 暗き炎 チューダー王朝弁護士シャードレイク | Dark Fire   | 2004年 | 2013年8月  | 越前敏弥 | 集英社〈集英社文庫〉 |
| 3 | 支配者 チューダー王朝弁護士シャードレイク | Sovereign   | 2006年 | 2014年11月 | 越前敏弥 | 集英社〈集英社文庫〉 |
| 4 |                                           | Revelation  | 2008年 |            |          |                      |
| 5 |                                           | Heartstone  | 2010年 |            |          |                      |
| 6 |                                           | Lamentation | 2014年 |            |          |                      |
| 7 |                                           | Tombland    | 2018年 |            |          |                      |

### その他
- Winter in Madrid (2006)
- Dominion (2012)

### レビュー
- Schoolboy rivalries in the Spanish civil war -  『テレグラフ』掲載の"Winter in Madrid" のレビュー（2006年2月26日）
- A wherry across the Thames - 『ガーディアン』掲載の"Dark Fire" のレビュー（ステラ・ダッフィー、2004年11月6日）
- Spanish Civil War, stripped of Hemingway's romance - 『フィラデルフィア・エンクワイヤー』掲載の"Winter in Madrid" のレビュー（キャサリン・ベイリー、2008年1月20日）
- Revelation - 『サンデー・タイムズ』掲載の"Revelation" のレビュー（ピーター・ケンプ、2008年4月27日）
- Romanttinen vakoojatarina - "Opettaja" 掲載のフィンランド語版"Winter in Madrid" のレビュー（Jari Olavi Hiltunen、2010年5月21日）